# Montréal Victorias

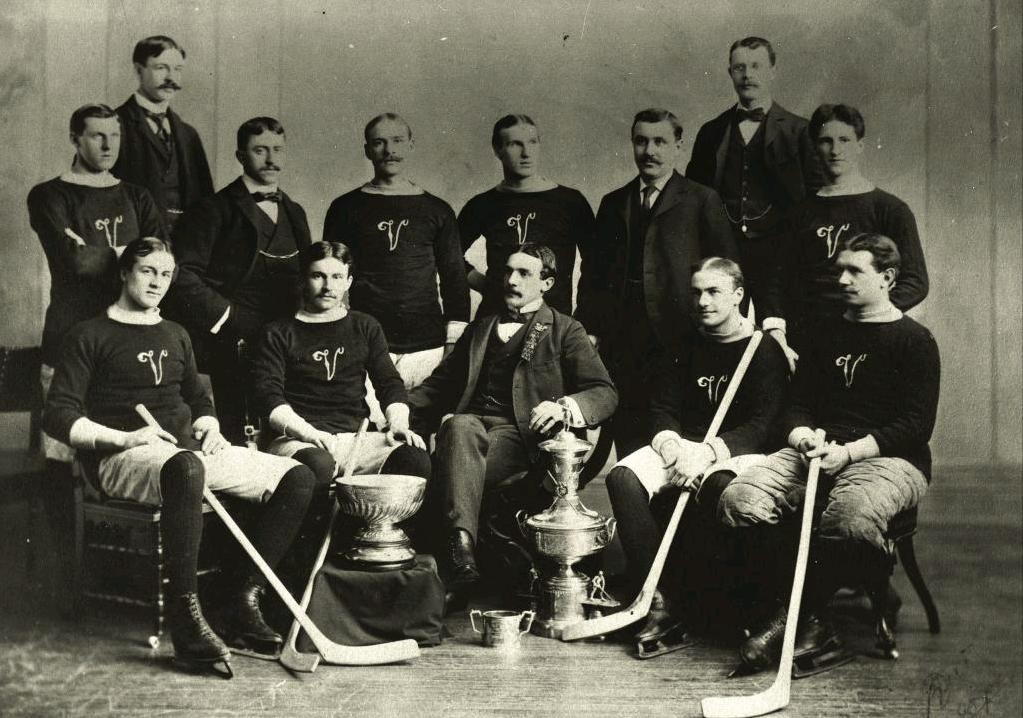
Stanley Cup Sieger 1897

Die Montreal Victorias (auch Victoria Hockey Club of Montreal genannt) waren ein Eishockeyverein in der kanadischen Stadt Montreal. Zunächst spielten die Victorias von 1887 bis 1898 in der Amateur Hockey Association of Canada (AHAC). Von 1899 bis 1905 spielten sie dann in der Canadian Amateur Hockey League (CAHL) sowie anschließend (1905 bis 1908) in der Eastern Canada Amateur Hockey Association (ECAHA). Abschließend spielten sie bis zu ihrem Ende 1939 als Amateurmannschaft in der Interprovincial Amateur Hockey Union und der Quebec Amateur Hockey Association. Insgesamt konnten die Victorias sechsmal den Stanley Cup (1895, 1896, März und Dezember 1897, 1898 und 1899) gewinnen (bei den Titelgewinnen 1895 und 1898 gab es jedoch keinen Herausforderer).